# Till Topf
Pour les articles homonymes, voir Lingen.
Till Topf, né le 3 juin 1962 à Berlin-Charlottenbourg, est un acteur allemand.

## Biographie
Topf s’est fait connaître d’un large public en tant qu’acteur, en particulier dans les années 1980 et 1990 grâce à certaines productions télévisées. Sa percée en tant qu’acteur a eu lieu en 1981 dans la série télévisée en six parties Mort d'un étudiant. Cette série télévisée, qui dans chaque épisode, dépeint le chemin d’un étudiant vers le suicide d’un point de vue différent, a suscité beaucoup d’attention des médias et a reçu la Caméra d’or. 
Ce n’est qu’après ce succès que Topf, qui voulait à l’origine devenir photographe, a pris des cours de théâtre privés à partir de 1981. Il jouera principalement des seconds rôles dans des séries télévisées à succès telles que Derrick, Le Renard ou encore Un cas pour deux.

## Filmographie partielle

### Cinéma
- 2016 : Happy Eend : Gunther[4]

### Télévision
- 1978 : Kalte Heimat[5]
- 1980 : Luftwaffenhelfer[6]
- 1981 : Tod eines Schülers (Mort d'un étudiant) : Claus Wagner[7]
- 1981 : Peter Gombas Lehr- und Wanderjahre[8]
- 1982 : Derrick (épisode Un faux frère) : Rudolf Dettmers[9]
- 1983 : Derrick (épisode Attentat contre Derrick) : Michael Korda[10]
- 1986 : Derrick (épisode Le charme des Bahamas) : Franz Brosch[11]
- 1987 : Derrick (épisode Appel de nuit) : Walter Bronner[12]
- 1987 : Un cas pour deux (épisode Wertloses Alibi) : Peter Schirmann[13]

- 1989 : Le Renard (épisode Der lange Atem) : Peter Wallner[14]

- 1990 : Le Renard (épisode Braut ohne Gedächtnis) : Michael Gröner[15]
- 1990 : Un cas pour deux (épisode Bruderhass) : Kurt Vasall[16]

- 1992 : Mit Leib und Seele (épisode Das salomonische Urteil) : Bernd Höpfner[17]
- 1993 : Cluedo (épisode Das Mörderspiel) : Dr Peter Blohm[18]
- 1994 : Derrick (épisode Serrons-nous la main) : Max[19]
- 1995 : Balko (épisode Gotcha - Ich hab' dich!) : Helmut Löns[20]

- 1996 : Ein Bayer auf Rügen[21]
- 1997 : Derrick (épisode Le message universel) : Peter Kruse[22]
- 1997 : Wildbach (épisode Miese Geschäfte) : Markus Arnold[23]
- 1999 : Stadtklinik (épisode Die letzte Stunde) : Max Kleismann[24]